# Gusztáv Juhász
Gusztáv Juhász (n. 19 decembrie 1911, Timișoara – d. 20 ianuarie 2003, New York) fost un fotbalist român, care a jucat în echipa națională de fotbal a României la Campionatul Mondial de Fotbal din 1934 (Italia).

## Titluri
- Divizia A
  - 1933–34
  - 1934–35
  - 1939–40
- Cupa României
  - Finalist în 1940
- Nemzeti Bajnokság I
  - 1942–43
  - 1943–44